# Giaura leucophaea
Giaura leucophaea är en fjärilsart som beskrevs av George Francis Hampson 1905. Giaura leucophaea ingår i släktet Giaura och familjen trågspinnare. Inga underarter finns listade i Catalogue of Life.